# Bringer of Blood
Albums de Six Feet Under
True Carnage
(2001) Graveyard Classics II
(2004)
Bringer of Blood est le cinquième album studio de Six feet Under.

## Liste des titres de l'album
1. Sick in the Head − 4 min 11 s
2. Amerika the Brutal − 3 min 01 s
3. My Hatred − 4 min 22 s
4. Murdered in the Basement − 2 min 19 s
5. When Skin Turns Blue − 3 min 27 s
6. Bringer of Blood − 2 min 54 s
7. Ugly − 2 min 58 s
8. Braindead − 3 min 44 s
9. Blind and Gagged − 3 min 09 s
10. Claustrophobic − 2 min 50 s
11. Escape from the Grave − 3 min 58 s
12. Bringer des Blutes (Bonus version allemande de Bringer of Blood) − 2 min 55 s
13. Unknown (Bonus Track) − 1 min 22 s

## Membre du groupe
- chant : Chris Barnes
- guitare : Steve Swanson
- batterie : Greg Gall
- basse : Terry Butler